# 라디오 생활법률
라디오 생활법률은 대구MBC 표준FM(대구, 경북권 FM 96.5㎒, 김천 FM 98.7㎒, 와룡산 FM 100.3㎒)에서 매주 평일 오후 3시 53분부터 3시 57분까지 방송했던 김영민 변호사가 진행했던 라디오 프로그램이다.

## 역대 방송시간
| 방송 채널      | 방송 기간                          | 방송 시간             |
| -------------- | ---------------------------------- | --------------------- |
| 대구MBC 표준FM | 1994년 10월 10일 ~ 2006년 4월 23일 | 매일 아침 9:05 ~ 9:10 |
| 대구MBC 표준FM | 2006년 4월 24일 ~ 2009년 10월 16일 | 평일 아침 9:05 ~ 9:10 |
| 대구MBC 표준FM | 2024년 6월 3일 ~ 2025년 5월 30일   | 평일 오후 3:53 ~ 3:57 |

## 프로그램 소개
- 라디오 생활법률은 누구에게나 일어날 수 있는 일이지만 법에 대해서는 잘 몰라 궁금해 하실 법안이 이들에 대해서 다루도록 한다.

## 진행자
- 김영민 변호사

## 같이 보기
- 대구문화방송
- MBC 표준FM
- 박준형, 박영진의 2시만세